# 川村恵三
川村 恵三（かわむら けいぞう、1941年 - ）は、元競輪選手。日本競輪選手会茨城支部に所属していた。

## 経歴
日本競輪学校第20期生。同期に吉川多喜夫、西野忠臣らがいる。
1965年1月2日、取手競輪場でデビューし、初勝利も同日。1994年8月17日に選手登録削除された。通算戦績2417戦262勝。
競輪及び自転車競技指導者として名高く、山田英樹（競輪学校67期）、落合豊（同69期）、十文字貴信（同第75期）は愛弟子である。また、武田豊樹（同88期）はスピードスケート選手時代、長野五輪金メダリストの清水宏保とともに自転車トレーニングで川村の指導を受け、競輪選手に転身する際にも川村に師事した。